# Боровик, Роман Владимирович
Роман Владимирович Боровик (1942—2009) — российский учёный, доктор ветеринарных наук, лауреат Премии Совета Министров СССР.
Родился 3 июля 1942 года в городе Пыталово Псковской области в семье служащего.
По окончании Латвийской сельскохозяйственной Академии (1962) работал заведующим Озолайнинским ветеринарным участком (Латвия), затем служил в Армии.
В 1965 году поступил в аспирантуру Казанского Государственного института им. Н.Э Баумана по специальности «Вирусология» (окончил в 1968 году). Выбрал ящурную тематику в связи со сложной эпизоотической ситуацией в стране.
5 мая 1969 года защитил кандидатскую диссертацию по теме «Изучение антигенных свойств вируса ящура и оценка антигенной активности производственных потивоящурных вакцин на белых крысах». Разработанный им метод контроля был одобрен Научно-техническим Советом Министерства сельского хозяйства СССР
Предложенный метод экспонировался на ВДНХ СССР в 1970 году, автор награждён бронзовой медалью.
С 1 сентября 1968 года Р. В. Боровик зачислен на должность младшего научного сотрудника лаборатории вирусологии Казанского ветеринарного института, с 1 июля 1971 года старший научный сотрудник.
В 1973—1974 гг. вёл исследования по разработке методов диагностики хламидиозного аборта овец и коз. В результате впервые в СССР был разработан набор хламидиозных диагностикумов, состоящих из группоспецифического антигена. За научную работу «Разработка биологических препаратов сельскохозяйственных животных, пушных зверей и птиц» Боровику Р. В. в составе группы ученых присуждена Государственная Премия Республики Татарстан в области науки и техники (Указ Президента Республики Татарстан от 2 ноября 1995 года).
За период 1965 по 1976 г. по материалам исследований было опубликовано 35 научных печатных работ, являлся автором (соавтором) двух авторских свидетельств (2,3).
15 мая 1979 года Боровик Р. В. защитил докторскую диссертацию «Специфические свойства и функции иммуноглобулинов животных при некоторых вирусных и хламидийных инфекциях». Доктор ветеринарных наук (1980).
С 1976 года работал во ВНИИ прикладной микробиологии, поселок Оболенск, Московской области: начальник отдела, затем заместитель директора по научной работе.
С 1980 зав. лаб. прикладной микробиологии и зам. директора ВНИИ прикладной микробиологии, директор НИЦ токсикологии и гигиенической регламентации биопрепаратов (Серпухов, Моск. обл.).
В 1987 году Р. В. Боровику в составе коллектива ученых ВНИИ прикладной микробиологии и Института вирусологии РАН, НПО ВБ «Вектор» пос. Кольцово, Новосибирской области присуждена Премия Совета Министров СССР «За разработку опытно-промышленного производства реагентов для синтеза генетических структур».
В 1993 году Р. В. Боровик возглавил Научно-исследовательский Центр токсикологии биопрепаратов НИЦ ТБП (г. Серпухов), в котором руководил научными исследованиями в области доклинических исследований лекарственных препаратов.
За внедрённое изобретение, защищённое авторским свидетельством, после 1973 года вручили нагрудный знак « изобретатель СССР». Под его руководством защищены 3 докторские и 10 кандидатских диссертаций, он автор (соавтор) двух монографий свыше 100 публикаций по актуальным проблемам вирусологии, микробиологии и биотехнологии.
Государственная премия Республики Татарстан в области науки и техники (1995).